# Leiden

Leiden là một thành phố và đô thị ở tỉnh Zuid-Holland của Hà Lan, có dân số 118.000 người. Đô thị này tạo thành một vùng thành thị với Oegstgeest, Leiderdorp, Voorschoten, Valkenburg, Rijnsburg và Katwijk với tổng dân số 254.000 người. Đô thị này nằm bên Old Rhine, gần các thành phố Den Haag và Haarlem.
Leiden nằm bên sông Rhine Cổ, có khoảng cách khoảng 20 km (12 dặm) từ Den Haag về phía nam của nó và khoảng 40 km (25 dặm) từ Amsterdam về phía Bắc. Khu vực giải trí các hồ Kaag (Kagerplassen) nằm ngay phía đông bắc của Leiden.
Là một thành phố đại học từ năm 1575, thành phố này có đại học Leiden, trường đại học lâu đời nhất của Hà Lan, và Trung tâm Y tế Đại học Leiden. Thành phố kết nghĩa với Oxford, là thành phố có trường đại học lâu đời nhất nước Anh.

## Thành phố kết nghĩa
- Oxford, Anh (1946)
- Krefeld, Đức (1974)
- Toruń, Ba Lan (1988)
- Juigalpa, Nicaragua (1988)
- Buffalo City, Cộng hòa Nam Phi (1996)